# Sociedad Deportiva Leioa
La Sociedad Deportiva Leioa es un club de fútbol con sede en Lejona, provincia de Vizcaya (País Vasco, España). 
Fue fundado en 1925 y su primer equipo juega en Tercera División RFEF. Además, mantiene una escuela de fútbol con más de 50 equipos y 720 jugadores en distintas categorías de ambos sexos.

## Historia
El Club se fundó en 1925 como "Sociedad Deportiva Lejona" y ese mismo año fue admitido en la Federación Vizcaína de Fútbol. Su color social consistía en una camiseta azul y granate con pantalón negro. Durante varias temporadas disputó el Campeonato Regional de Vizcaya y otros torneos vizcaínos, y funcionó hasta comienzos de la década de 1960, cuando cesó su actividad por motivos económicos.
En 1974 se refundó con su nombre actual de "Sociedad Deportiva Leioa" (Leioa Kirol Elkartea en vasco), usando los colores e historia del original. El Fútbol Club Barcelona regaló a la plantilla una equipación completa, tras recibir una carta en la que los dirigentes pedían ayuda para volver a empezar. Jugó en las categorías regionales vascas y ascendió peldaños hasta que en la temporada 2007-08 finalizó líder de la División de Honor Territorial, lo que suponía el primer ascenso a Tercera División de su historia.
En seis temporadas, el S. D. Leioa logró subir a Segunda División B en la campaña 2013-14. Tras finalizar campeón del grupo vasco, se clasificó para el play-off de ascenso y eliminó al Club Deportivo Varea, venciendo en ambos partidos, por 1:4 en Logroño y 3:0 en el estadio Sarriena, de Lejona.
En la temporada 2014-15 logra mantenerse en Segunda División B tras alcanzar el decimoquinto lugar de la Clasificación del Grupo II, con 48 puntos.
Por haber conseguido el campeonato del grupo vasco de Tercera División, el S.D. Leioa se clasificó para disputar la Copa del Rey por primera vez en su historia. En la primera ronda, eliminó al Sestao River Club por 1-0 en partido disputado en Sarriena. En la segunda ronda, eliminó al Club Deportivo Teruel por 2-0 en partido también disputado en Sarriena. En la tercera ronda, cayó por 2-1 ante la Unió Esportiva Cornellà en partido disputado en la localidad catalana.
En la temporada 2015-16 logra mantenerse de nuevo en Segunda División B tras alcanzar el decimosexto lugar de la Clasificación del Grupo II, con 41 puntos y superar el play out de descenso ante el Olímpic de Xàtiva con un global de 5-2 en la eliminatoria (1-1 en Xàtiva y 4-1 en Sarriena).

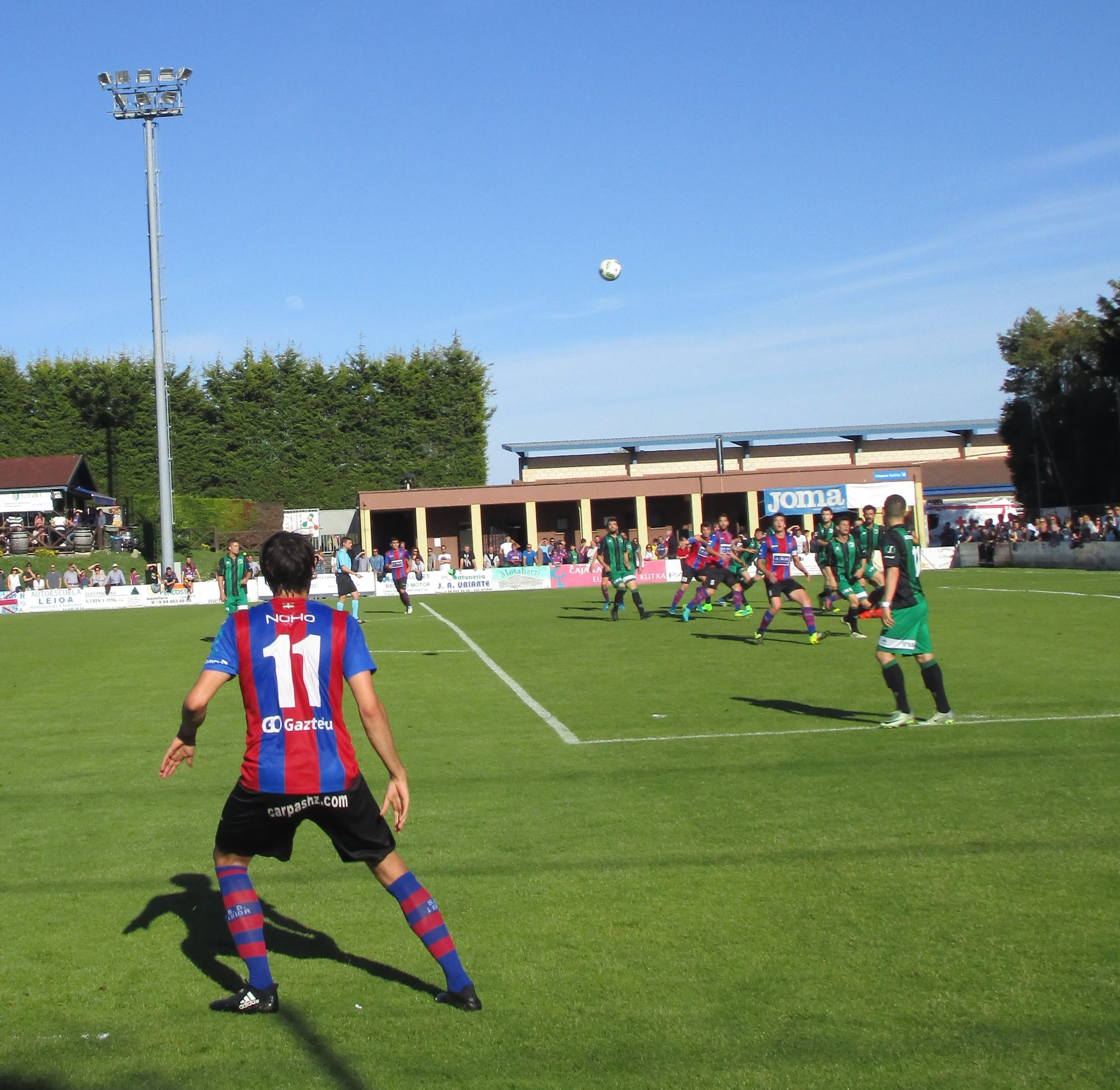
Partido en Sarriena en 2017.

En la temporada 2016-17, y tras una impresionante campaña, finalizó en quinta posición en el Campeonato de Liga del Grupo II de Segunda División B logrando un total de 60 puntos, clasificándose para disputar la Copa del Rey por segunda vez en su historia.
En la temporada 2017-18 su participación en la Copa del Rey se limitó a dos rondas. En la primera eliminó al Real Racing Club de Santander por 2-1 en un épico partido disputado en Sarriena en el que acabó marcando el gol de la victoria en el minuto 90, cuando se encontraba con dos jugadores menos en el terreno de juego. En la segunda ronda fue eliminado por el Club Deportivo Calahorra por 2-0, tras la prórroga, en partido disputado en el Estadio La Planilla de la localidad riojana. En el Campeonato de Liga del Grupo II de Segunda División B finalizó en décima posición, alcanzando un total de 51 puntos, manteniéndose en la categoría por cuarta temporada consecutiva.
En la temporada 2018-19 realizó una campaña muy satisfactoria finalizando en séptima posición en el Campeonato de Liga del Grupo II de Segunda División B logrando un total de 53 puntos, clasificándose para disputar la Copa del Rey por tercera vez en su historia.
La Temporada 2019-20 se dio oficialmente por finalizada tras disputarse la jornada 28, debido a la pandemia de COVID-19 que asoló el mundo. En ese momento, la S.D. Leioa ocupaba el puesto decimoquinto, con 31 puntos. En la Copa del Rey cayó eliminado en la primera ronda por el Fútbol Club Cartagena.
Formando parte de la estructura de la S.D. Leioa se encuentra la Escuela de Fútbol Lagun Artea Futbol Eskola, con más de 50 equipos, y el club femenino Leioako Emakumeak, quien en la Temporada 2015-16 jugó en Segunda División Femenina de España, tras quedar subcampeón en su debut en la Liga Vasca en la Temporada 2014-15. En la temporada 2016-17 volvió a la Liga Vasca tras descender de categoría. Su actual entrenador es Erik Urzelai, siendo Haritz Aranburu el director Deportivo del Fútbol Base.
Disputa sus partidos en el campo de Sarriena, en Lejona, enclavado dentro de las instalaciones deportivas municipales del mismo nombre.

## Futbolistas

### Historial en la Liga
- 1925-2008: Categorías Regionales.
- 2008-2014: Tercera División.
- 2014-2021: Segunda División B.
- Mejor puesto en la liga: 5º (2ªB temporada: 2016-2017)

### Palmarés
- Campeón de Primera División Territorial (Bizkaia): Temporada 1996-1997
- Campeón de División de Honor Territorial (Bizkaia): Temporada 2007-2008
- Campeón de Tercera División (Grupo IV): Temporada 2013-2014

## Temporada a temporada
| Temporada | Nivel | División   | Clasificación | Copa del Rey |
| --------- | ----- | ---------- | ------------- | ------------ |
| 1978-79   | 7     | 2ª Reg.    | 8º            |              |
| 1979-80   | 7     | 2ª Reg.    | 9º            |              |
| 1980-81   | 7     | 2ª Reg.    | 6º            |              |
| 1981-82   | 7     | 2ª Reg.    | 6º            |              |
| 1982-83   | 7     | 2ª Reg.    | 3º            |              |
| 1983-84   | 7     | 2ª Reg.    | 7º            |              |
| 1984-85   | 7     | 2ª Reg.    | 4º            |              |
| 1985-86   | 7     | 2ª Reg.    | 5º            |              |
| 1986-87   | 7     | 2ª Reg.    | 5º            |              |
| 1987-88   | 7     | 2ª Reg.    | Campeón       |              |
| 1988-89   | 6     | 1ª Reg.    | 6º            |              |
| 1989-90   | 6     | 1ª Reg.    | 15º           |              |
| 1990-91   | 6     | 1ª Reg.    | 8º            |              |
| 1991-92   | 6     | 1ª Reg.    | 6º            |              |
| 1992-93   | 6     | 1ª Reg.    | 3º            |              |
| 1993-94   | 6     | 1ª Reg.    | 7º            |              |
| 1994-95   | 6     | 1ª Reg.    | 5º            |              |
| 1995-96   | 6     | 1ª Reg.    | 4º            |              |
| 1996-97   | 6     | 1ª Reg.    | Campeón       |              |
| 1997-98   | 5     | Reg. Pref. | 12º           |              |
| 1998-99   | 5     | Reg. Pref. | 15º           |              |
| 1999-00   | 5     | Reg. Pref. | 13º           |              |

| Temporada | Nivel | División    | Clasificación               | Copa del Rey  |
| --------- | ----- | ----------- | --------------------------- | ------------- |
| 2000-01   | 5     | Reg. Pref.  | 10º                         |               |
| 2001-02   | 5     | Reg. Pref.  | 9º                          |               |
| 2002-03   | 5     | Div. Honor. | 3º                          |               |
| 2003-04   | 5     | Div. Honor. | 9º                          |               |
| 2004-05   | 5     | Div. Honor. | 6º                          |               |
| 2005-06   | 5     | Div. Honor. | 13º                         |               |
| 2006-07   | 5     | Div. Honor. | 4º                          |               |
| 2007-08   | 5     | Div. Honor. | Campeón                     |               |
| 2008-09   | 4     | 3.ª         | 11º                         |               |
| 2009-10   | 4     | 3.ª         | 16º                         |               |
| 2010-11   | 4     | 3.ª         | 9º                          |               |
| 2011-12   | 4     | 3.ª         | 8º                          |               |
| 2012-13   | 4     | 3.ª         | 4º                          |               |
| 2013-14   | 4     | 3.ª         | Campeón                     |               |
| 2014-15   | 3     | 2ªB         | 15º                         | Tercera Ronda |
| 2015-16   | 3     | 2ªB         | 16º                         |               |
| 2016-17   | 3     | 2ªB         | 5º                          |               |
| 2017-18   | 3     | 2ªB         | 10º                         | Segunda Ronda |
| 2018-19   | 3     | 2ªB         | 7º                          |               |
| 2019-20   | 3     | 2ªB         | 15º (finalizada jornada 28) | Primera Ronda |